# Чжан Нань (бадминтонист)
Чжан Нань (кит. упр. 张楠, пиньинь Zhāng Nán, род.1 марта 1990) — китайский бадминтонист, чемпион летних Олимпийских игр 2012 года в миксте, четырёхкратный чемпион мира.

## Биография
Чжан Нань родился в 1990 году в Пекине. В 2011 году он выиграл чемпионат мира, а в 2012 стал обладателем золотой медали Олимпийских игр.